# SV Santos
Sport Vereniging Santos (SV Santos) is een voetbalclub uit Nieuw-Nickerie in Suriname. De club werd opgericht op 9 september 1964. Thuishaven is het Asraf Peerkhan Stadion (tot 2017 het Nickerie Voetbal Stadion) met een capaciteit van 3400 bezoekers.
SV Santos was in 1979 en 1991 de winnaar van het Interdistrictentoernooi en in 2015 de winnaar van het Lidbondentoernooi.
De club voetbalt sinds het seizoen 2018/19 in de Eerste Divisie van de SVB. De club is ook aangesloten bij de Nickerie Voetbal Bond.